# Montopoli di Sabina
Montopoli di Sabina település Olaszországban, Lazio régióban, Rieti megyében. Lakosainak száma 4084 fő (2023. január 1.). Montopoli di Sabina Fara in Sabina, Nazzano, Poggio Mirteto, Salisano, Torrita Tiberina, Castelnuovo di Farfa és Fiano Romano községekkel határos.

## Népesség
A település lakossága az elmúlt években az alábbi módon változott:
| Lakosok száma | 4128 | 4123 | 4084 |
|               | 2017 | 2018 | 2023 |